# Mojca Dežman
Mojca Dežman (ur. 14 maja 1967 w Kranju) – słoweńska narciarka alpejska reprezentująca barwy Jugosławii.

## Kariera
Pierwsze punkty w zawodach Pucharu Świata Mojca Dežman wywalczyła 15 grudnia 1985 roku Savognin, gdzie była czternasta w slalomie. Kilkakrotnie punktowała, jednak nigdy nie stanęła na podium. Najwyższą lokatę w zawodach tego cyklu wywalczyła 30 listopada 1987 roku w Courmayeur, gdzie slalom ukończyła na dziesiątej pozycji. Najlepsze wyniki osiągała w sezonie 1986/1987, kiedy w klasyfikacji generalnej zajęła 60. miejsce. Najlepszy wynik w zawodach międzynarodowych osiągnęła podczas igrzysk olimpijskich w Calgary w 1988 roku, gdzie zajęła dziewiąte miejsce w slalomie. Na tych samych igrzyskach zajęła także osiemnaste miejsce w gigancie.

## Osiągnięcia

### Igrzyska olimpijskie
| Miejsce | Dzień     | Rok  | Miejscowość | Konkurencja | Czas biegu  | Strata  | Zwyciężczyni    |
| ------- | --------- | ---- | ----------- | ----------- | ----------- | ------- | --------------- |
| 18.     | 24 lutego | 1988 | Calgary     | Gigant      | 2:06,49 min | +7,87 s | Vreni Schneider |
| 9.      | 26 lutego | 1988 | Calgary     | Slalom      | 1:36,69 min | +3,52 s | Vreni Schneider |

### Puchar Świata

#### Miejsca w klasyfikacji generalnej
- sezon 1985/1986: 77.
- sezon 1986/1987: 60.
- sezon 1987/1988: 65.

#### Miejsca na podium
Dežman nigdy nie stanęła na podium zawodów PŚ.